# Bongani Khumalo
Bongani Sandile Khumalo (Manzini, Szváziföld, 1987. január 6.) dél-afrikai válogatott labdarúgó, aki jelenleg az angol Tottenham Hotspur hátvédje, kölcsönben a Doncaster Roversben játszik.

## Pályafutása
Khumalo Szváziföldön született, de kétéves korában a család átköltözött Dél-Afrikába. Az Arcadia Shepherds ifiakadémiáján kezdett futballozni, de profi pályafutását már a University of Pretoriában kezdte meg. 2007-ben átigazolt a Supersport Unitedhez, 2011. január 7-én a Tottenham-hez.

## Válogatott
Khumalo 2008 óta tagja a dél-afrikai válogatottnak. Részt vett a 2009-es konföderációs kupán és a 2010-es világbajnokságon is, ahol gólt szerzett.

## Fordítás
- Ez a szócikk részben vagy egészben  a   Bongani Khumalo című angol Wikipédia-szócikk fordításán alapul.  Az eredeti cikk szerkesztőit annak laptörténete sorolja fel. Ez a jelzés csupán a megfogalmazás eredetét és a szerzői jogokat jelzi, nem szolgál a cikkben szereplő információk forrásmegjelöléseként.